# 浪茄

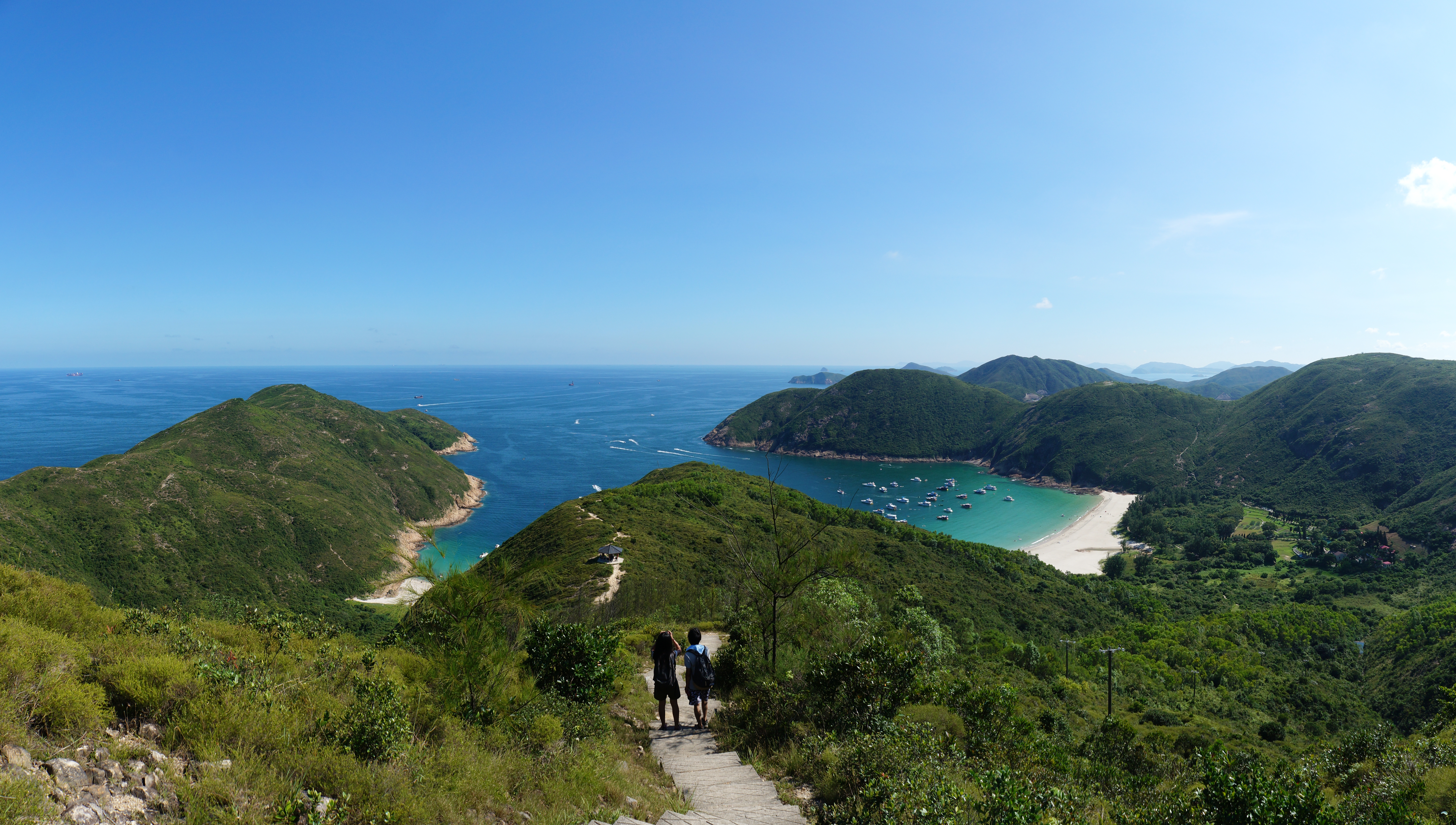
浪茄灣和浪茄仔，攝於麥理浩徑第二段近西灣山。圖左為長岩頂和罾棚角頂。圖右為獨孤山、標尖角和糧船灣

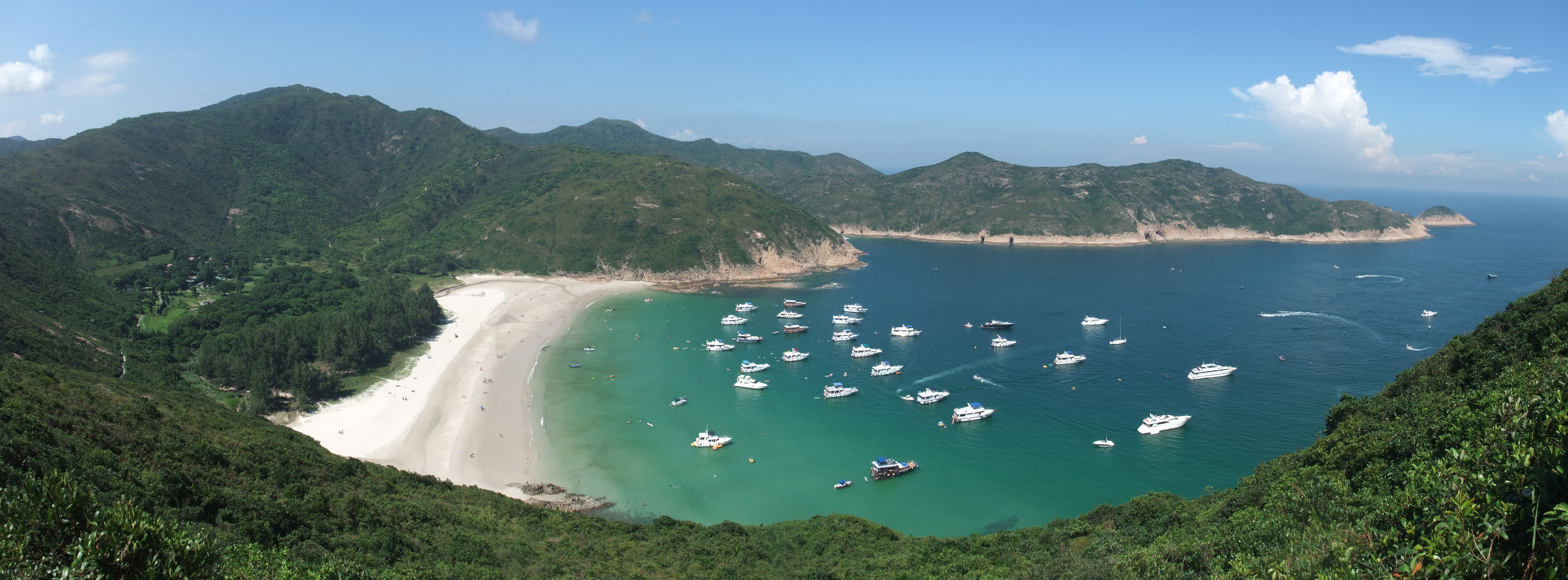
浪茄灣全景圖，攝於麥理浩徑第二段近獨孤山。遠景可見西灣山至飯甑洲的群山和海岬

浪茄是香港新界西貢半島東南部的一個地方，鄰近萬宜水庫東壩，在西貢東郊野公園內。

## 地理
浪茄最著名的是其對開的浪茄灣。浪茄灣是一個深屈的海灣。海灣的兩邊分邊被兩組山峰和海岬所包圍。其東北面的為長岩頂、罾棚角頂和罾棚角；西南面則為獨孤山和標尖角。浪茄灣的東北面還附帶著一個細小的海灣浪茄仔。浪茄灣和浪茄仔的北面都是海灘。海灘平坦寬闊，水清沙幼，風光明媚。浪茄灣對開除飯甑洲外無任何島嶼，為一望無際的南海。
浪茄灣的海灘後有浪茄村。由1981年1月開始，政府象徵性以每年一元租出浪茄村給基督教互愛中心，作為浪茄訓練中心之用。互愛浪茄訓練中心為一男性福音戒毒場所。除了戒毒所外，浪茄村還有浪茄灣營地，是漁農自然護理署的指定露營地點之一。

## 遠足
麥理浩徑第一段途經此地。浪茄灣獲由郊野公園之友會、國際獅子總會港澳三零三區及漁農自然護理署舉辦的香港十大自然勝景第五名。

## 註腳
1. ↑  . 基督教互愛中心. 3月1日  [2009-03-01]. （原始内容存档于2010-08-03）.
2. ↑  . 漁農自然護理署. 3月1日  [2007-01-13]. （原始内容存档于2007-01-13）.
3. ↑  . 郊野公園之友會. 3月1日  [2007-08-11]. （原始内容存档于2007-12-13）.

## 站外鏈結
- 漁農自然護理署:指定露營地點
- 遠足行山資訊:浪茄綠洲 （页面存档备份，存于）